# Droga wojewódzka 133
Die Droga wojewódzka 133 (DW 133) ist eine Woiwodschaftsstraße in Polen und verläuft in Nord-Süd-Richtung im Nordwesten der Woiwodschaft Großpolen. Auf einer Länge von 38 Kilometern durchzieht sie den Powiat Czarnkowsko-Trzcianecki (Kreis Czarnikau-Schönlanke) und den Powiat Międzychodzki (Kreis Birnbaum) und verbindet die westliche Region des Netzebruchs (Nadnoteckie Łęgi) mit der Region des Landschaftsschutzparks Sieraków (Sierakówski Park Krajobrazpwy) innerhalb der Posener Seenplatte (Pojezierze Poznańskie). Gleichzeitig stellt sie ein Bindeglied zwischen den Woiwodschaftsstraßen DW 135, DW 176, DW 181,  DW 182 und DW 186 dar.

## Streckenverlauf
Woiwodschaft Großpolen

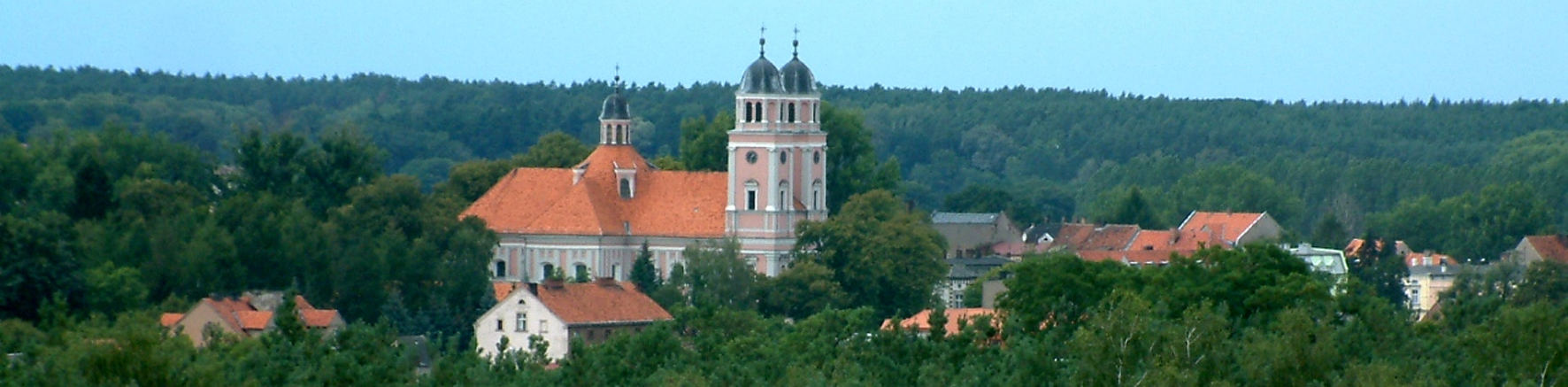
Blick auf Sieraków (Zirke)

- Powiat Czarnkowsko-Trzcianecki (Kreis Czarnikau-Schönlanke):
  - Chełst (Neuteich) (→ DW 181 Drezdenko (Driesen) ↔ Drawsko (Dratzig) – Wieleń (Filehne) – Ciszkowo (Cischkowo) – Czarnków (Czarnikau))

- o ehemalige deutsch-polnische Grenze 1937 o
- ~ Miała (Marianowo) ~
  - Kamienik (Kaminchen)
  - Kwiejce (Altsorge) (→ DW 176 Niegosław (Neu Anspach) → Kwiejce)
  - Nowe Kwiejce (Neusorge) (→ DW 135 → Miały (Miala) – Wieleń (Filehne))

- Powiat Międzychodzki (Kreis Birnbaum):
  - Sieraków-Piaski (Sand)

- ~ Warta (Warthe) ~
  - Sieraków (Zirke) (→ DW 182 Międzychód (Birnbaum) ↔ Wronki (Wronke) – Lubasz (Lubasch) – Czarnków (Czarnikau) – Ujście (Usch))

- X Staatsbahnlinie Nr. 368 Szamotuły (Samter) – Międzychód (Birnbaum)
  - Chrzypsko Wielkie (Groß Seeberg) (→ DW 186 Kwilcz (Kwiltsch/Lärchensee) ↔ Wierzchocin (Wierchotschin)).